# Head-Smashed-In Buffalo Jump
Head-Smashed-In Buffalo Jump - obszar chroniony o znaczeniu historycznym, położony u stóp Gór Skalistych, 18 km na północny zachód od Fort Macleod w kanadyjskiej prowincji Alberta. Przez co najmniej 5,5 tys. lat miejsce wykorzystywane przez ludy tubylcze Ameryki Północnej do zabijania bizonów przez zapędzanie ich nad 10-metrowe urwisko. 

## Historia
Przez wiele poprzednich stuleci Indianie Czarne Stopy podczas polowań pędzili bizony z odległych o ok. 3 km na zachód pastwisk w Porcupine Hills, wzdłuż wytyczających szlak ku przepaści setek kopców, a następnie oprawiali zabite zwierzęta w pobliskich obozach. Nazwa tego miejsca w języku siksika - Estipah-skikikini-kots (w wolnym przekładzie "Miejsce zmiażdżonej głowy") - odnosi się do plemiennej legendy o młodym wojowniku, który chciał obejrzeć z dołu spadające w przepaść bizony i sam zginął, zmiażdżony przez ich ciała. 
Urwisko – w części wykorzystywanej przez Indian jako pułapka – ma ok. 300 m długości i wznosi się obecnie ok. 10 m nad równiną poniżej (pozostała część urwiska jest nawet kilkakrotnie wyższa). Pokłady kości u stóp urwiska sięgają 10–12 m głębokości, czyli kiedyś było ono ok. dwukrotnie wyższe. Tubylcy przestali je wykorzystywać w XIX wieku, po pojawieniu się tam przybyszów z Europy. Po raz pierwszy opisano je naukowo w latach 80. XIX w., a w 1938 r. przebadali je naukowcy z Amerykańskiego Muzeum Historii Naturalnej. 
W 1968 r. władze Kanady utworzyły tam Narodowe Miejsce Historyczne, a w 1979 r. – Historyczne Miejsce Prowincji. W 1981 r. obszar ten został wpisany na listę światowego dziedzictwa UNESCO jako świadectwo prehistorii i zwyczajów rdzennych ludów Kanady.

## Edukacja
W zbudowane z piaskowców urwisko wkomponowano warty 10 mln dolarów ośrodek edukacyjny Head-Smashed-In. Na pięciu poziomach ośrodka omawia się ekologię, mitologię, styl życia, kulturę i technikę okolicznych grup tubylczych, zestawiając je z dostępnymi danymi archeologicznymi, prezentowanymi zarówno z tradycyjnego punktu widzenia tubylców, jak i zgodnie z naukowymi teoriami archeologów.
Muzealny ośrodek oferuje ponadto noclegi pod tipi i warsztaty edukacyjne na temat tradycyjnej kultury ludów tubylczych (wyrób mokasynów, bębnów, itp.) Odbywają się tam też cykliczne imprezy i festiwale indiańskie, w tym bożonarodzeniowy festiwal Heritage Through My Hands (ang. Dziedzictwo we własnych rękach).